# فضل الله مهتدي صبحي

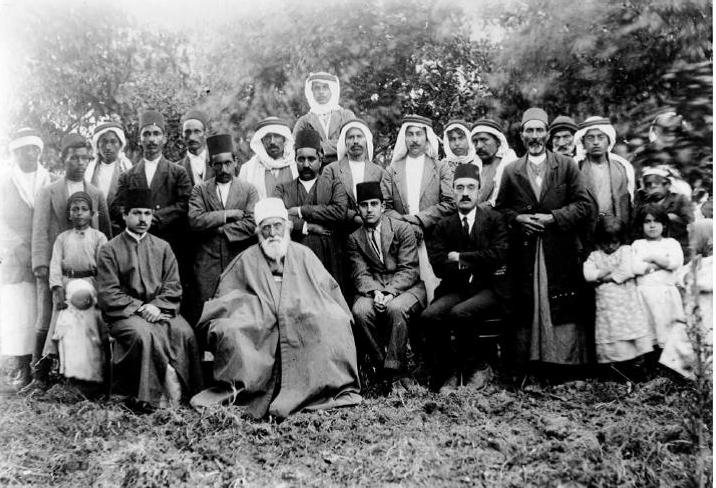
الصف الأمامي (من اليسار إلى اليمين) : صبحي، سكرتير عبد البهاء، عبد البهاء، جلال أزال، وعزيز الله بهادور

كان فضل الله مهتدي صبحي (1897–1962) مؤلفًا، وراويًا، ومعلمًا في إيران، ويُعد من أبرز الباحثين وجامعي الحكايات الشعبية الإيرانية للأطفال. نال شهرة واسعة بصفته راوي قصص، خاصة من خلال عمله في إذاعة طهران. ألّف صبحي سيرتين ذاتيتين، هما كتاب صبحي وبيام بيدار، تحدث فيهما عن حياته كمبشر في الديانة البهائية وسكرتير لعبد البهاء، وما واجهه من مصاعب وتجارب، قادته في نهاية المطاف إلى الابتعاد عن هذا الدين.

## طفولته
وبحسب ما ورد في سيرته الذاتية بيام بيدار، فقد وُلد صبحي في طهران، وكان والده، القادم أصلاً من كاشان، قد تزوج عدة مرات. تغيرت حياة صبحي إلى الأسوأ عندما طلق والده والدته وهو في السادسة من عمره(ص 5-6)، وتعرض بعدها لسوء المعاملة من زوجة أبيه. وعندما بلغ الحادية عشرة، فقد والدته (ص 8). كانت معلمته الأولى امرأة بهائية تُدعى آغابايغوم، علمته القراءة، لكن بسبب تهديده بالضرب، نُقل إلى مدرسة التربية لمتابعة تعليمه الابتدائي (ص 10). حيث واصل الدراسة لعدة سنوات. وبسبب استمرار المضايقات من زوجة أبيه، أرسله والده إلى قزوين، وهناك بدأ رحلة تبشيرية قادته إلى أذربيجان وجورجياوأوزبكستان وتركمانستان. عاد إلى طهران في عام 1918 بناءً على رغبة والده، وبدأ عمله كمدرس في مدرسة التربية. وبعد نهاية الحرب العالمية الأولى، سافر مع مجموعة من البهائيين إلى الأرض المقدسة. وفي عام 1919، وصل إلى حيفا في فلسطين، حيث التقى بعبد البهاء، الزعيم الثاني للدين البهائي، الذي عيّنه سكرتيرًا له لمدة عامين.
وبعد عودته إلى طهران بفترة قصيرة، تم طرده من الديانة البهائية، وتلقى هو ووالده تهديدات من الجمعية الروحية الوطنية البهائية في إيران، ما اضطره لمغادرة منزل العائلة. عاش حينها مشردًا في الشوارع لمدة شهرين، يتغذى على بقايا الطعام التي يعثر عليها، إلى أن استأجر له أحد معلميه السابقين غرفة صغيرة تأويه (ص 113-116). وصف تلك المرحلة بقوله: "لا تدري ما فعلته بي هذه المجموعة (البهائيون). لم يكن لديّ مكانٌ أرتاح فيه، ولا رغيف خبزٍ أشبع به معدتي، ولا ملابس أحمي بها نفسي من البرد والحر، ولا ركنٌ أختبئ فيه كي لا أراهم أو أسمع لطماتهم"( ص ١١٧ ).

## الحياة المهنية
يقول صبحي في مذكراته إنه كلما تقدّم بطلب عمل، كان البهائيون يسارعون إلى تشويه سمعته أمام أصحاب العمل، مرددين أنه لا يستحق الثقة ولا يُؤتمن على شرف. وفي نهاية المطاف، حصل على وظيفة كمدرّس في مدرسة السادات التابعة للسيد يحيى دولت آبادي، الناشط السياسي البارز والمؤمن بالعقيدة الأزالية. وبعد فترة، بدأ التدريس في المدرسة الثانوية الأمريكية في طهران.
في عام 1933، التحق صبحي بالأكاديمية العليا للموسيقى في طهران (هنرستان عالي موسيقي)، حيث بدأ تدريس اللغة والأدب الفارسي. وحتى هناك، لم تتوقف المضايقات التي كان يتعرض لها من قبل بعض البهائيين، ما دفعه إلى تأليف سيرته الذاتية الأولى كتاب صبحي، التي كانت بمثابة ردّ حاد على العقيدة البهائية، وأسهمت بشكل كبير في الحد من هذه المضايقات(ص 122).
ومع انطلاق البث الإذاعي في إيران، أُنيط قسم الموسيقى والأطفال بالأكاديمية العليا للموسيقى، وهناك تم توظيف صبحي، وتم تسليم قسم الأطفال إليه مباشرة(ص 122). وفي نيسان 1940، انضم إلى إذاعة طهران كراوٍ للقصص، وبدأ بث برنامجه الموجه للأطفال. امتلك صبحي مجموعة ضخمة من القصص المستقاة من ثقافات متعددة، وكان متخصصًا في مقارنة النسخ الإيرانية من الحكايات مع نظيراتها في طاجيكستان وأفغانستان والهند وغيرها من المناطق ذات الجذور الآرية. حقق برنامجه الإذاعي شهرة واسعة، خاصة بين الأطفال، واستمر في عمله هذا على مدار 22 عامًا، ليصبح أحد أبرز الشخصيات الإذاعية في إيران. كما قام بالتدريس لفترة وجيزة في كلية الحقوق (دانشكده حقوق) خلال عامي 1937 و1938.

## الارتباط بالدين البهائي
بحسب ما يرويه صبحي في سيرته الذاتية، فإن جده لأبيه كان عالمًا مسلمًا من كاشان يُدعى الحاج ملا علي أكبر، أما زوجته فكانت بابية سراً، وقد أثرت على أبنائها وأدخلتهم في البابية، ثم لاحقًا في البهائية، مما جعل صبحي يولد داخل هذه الديانة. وكانت هذه الجدة عمّة لزوجة بهاء الله الثالثة، جوهر. أما والدته، فكانت تنتمي لعائلة مسلمة، لكنها كانت بهائية سراً أيضًا، وكانت على علاقة تعدد زوجات مع والد صبحي.
خلال فترة دراسته في مدرسة التربية، كان صبحي يحضر في أوقات فراغه دروسًا في العقيدة البهائية بإشراف عدد من كبار المعلّمين البهائيين. وكان يشارك في مناقشات مع الطلاب المسلمين، وتعرض للعقوبة أكثر من مرة بسبب ذلك(ص 13-44). بين عامي 1916 و1917، سافر إلى منطقة القوقاز كمبشر بهائي، ثم عاد إلى إيران في عام 1918. وفي عام 1919، توجّه إلى حيفا، فلسطين، للقاء عبد البهاء، الزعيم الثاني للدين البهائي، الذي عيّنه سكرتيرًا له لمدة عامين.
يقول صبحي: "وُعدنا بأشهى الأطعمة الروحية في العقيدة البهائية، لكننا عدنا جائعين." ويذكر مرارًا في كتابه أنه شهد العديد من التصرفات التي اعتبرها غير أخلاقية من قبل بعض أعضاء المجتمع البهائي والمبشرين، سواء في إيران أو خارجها. وعلى الرغم من استيائه منها، لم تكن هذه التصرفات كافية لزرع الشك في قلبه آنذاك، إذ كان يُقال له دومًا إنها "اختبارات من الله". بدأت شكوكه الحقيقية تتشكّل بعد لقائه الأول بعبد البهاء، حيث فوجئ بأن شخصيته لم تكن كما صُوّرت له من قبل المبشّرين. أكثر ما أثار شكوكه، كما يروي، هو الطريقة التي عومل بها ميرزا محمد علي من قبل عبد البهاء وأتباعه، ما دفعه إلى تمديد إقامته في حيفا لـ19 يومًا بقصد التحقيق. وخلال هذه الفترة، عرض مهاراته الكتابية على عبد البهاء، فطلب منه الأخير البقاء كسكرتير.
ويذكر صبحي العديد من الأمور التي أزعجته خلال إقامته في فلسطين، من بينها تظاهر عبد البهاء بأنه سني حنفي وحضوره صلاة الجمعة في المسجد الإسلامي وإنكاره انتماءه لدين جديد، وقبوله للقب فارس من التاج البريطاني في وقت رفضه فيه عدد من المسلمين، وانغماس أقاربه في الترف والاعتماد على الأموال التي كان يرسلها البهائيون من الخارج، إلى جانب التحيز الواضح لصالح الحجاج الغربيين على حساب الإيرانيين، ورسائل عبد البهاء التي رأى فيها ازدراءً لشعب إيران.
بعد عامين من العمل كسكرتير لعبد البهاء، اختلط صبحي بشوقي أفندي، ولم يتمكن من تقبل أن يتسلم الأخير زعامة الطائفة بعد وفاة عبد البهاء، وهو القرار الذي شكّل مفاجأة للكثيرين ممّن كانوا يعرفون شوقي عن قرب. يسرد صبحي مشاهداته حول سلوك شوقي أفندي، بما في ذلك حديثه الجارح، بروده تجاه أفراد عائلته، ميوله المثلية كما يقول، وتصرفه بأموال الطائفة دون إذن عبد البهاء، ومن بينها مبلغ كبير حصل عليه من روث وايت، وهو ما تسبب في فقدان عبد البهاء الثقة به في أواخر حياته.
وبعد أن أُبلغ شوقي أفندي بمعارضة صبحي الشديدة لتعيينه وصيًا على الطائفة البهائية، كتب شوقي في رسالة مؤرخة في 19 تشرين الأول 1927 إلى المجلس الروحي الوطني للبهائيين في إيران، أن صبحي وأمثاله ممن انخرطوا في "همسات شيطانية" يجب تشجيعهم على العودة إلى الطريق البهائي، وإن رفضوا، فيُطردون ويُمنع البهائيون من مخالطتهم أو التحدث إليهم.
وفي عام 1928، صدر قرار رسمي من المجلس البهائي في إيران بطرد فضل الله مهتدي صبحي من الجماعة البهائية.

## الوفاة
لم يتزوج صبحي طوال حياته، وعاش حياة بسيطة في عزلة ووحدة. توفي في عام 1962 بعد صراع مع سرطان الحنجرة، ودُفن في مقبرة ظهير الدولة في طهران.

## الأعمال
تنقسم أعماله إلى فئتين رئيسيتين. الفئة الأولى تضم سيرته الذاتية، التي كتبها لبيان أسباب تركه للدين البهائي ولدحضه، وقد نشر كتابين في هذا المجال:
- كتاب صبحي (1933): أول مؤلف له في نقد العقيدة البهائية ورفضها.
- بيام بيدار (1956): متابعة وتوسعة لكتابه الأول، يذكر في مقدمته أن كتاب صبحي لم يكن كافيًا في الرد على العديد من تساؤلات القرّاء، لذا كتب هذا الكتاب للإجابة عنها بشكل مفصّل.[12]

تشمل الفئة الثانية من أعمال صبحي مجموعات من التراث الشعبي والحكايات الخرافية، التي جمعها ودوّنها بأسلوب قصصي جذاب للأطفال والكبار على حد سواء. وفيما يلي قائمة بأبرز هذه الأعمال:
- أفسانها (حكايات خرافية): مجموعة من القصص والحكايات الشعبية الفارسية، نُشرت في مجلدين عام 1946.
- حكايات قديمة: مجموعة قصصية نُشرت عام 1949.
- دستانها ملال (قصص الأمم): مجموعة من القصص المأخوذة من ثقافات متعددة، منها إيران وروسيا وجورجيا وأذربيجان والدنمارك، صدرت عام 1948.
- عمو نوروز (العم نوروز): مجموعة تتكون من 26 قصة قصيرة باللغة الفارسية، تتضمن قصة رمزية عن "العم نوروز"، الذي يُعد رمزًا للربيع وبداية العام الجديد في الثقافة الإيرانية.[13]
- ديجي هوش روبا (قلعة سرقة العقول): قصة مغامرات لثلاثة رجال يسعون للفوز بيد أميرة صينية للزواج[14]، مستوحاة من قصيدة للشاعر جلال الدين الرومي تحمل الاسم نفسه.
- الحاج ميرزا ذو الفالي: نُشرت عام 1947.
- داستنهاي ديوان بلخ (قصص من محكمة بلخ): قصة خيالية تدور حول قاضٍ فاسد في محكمة بلخ يقع في حب فتاة ترفض الزواج منه، فيخطط لقتلها.[15]
- أفسنهاي باستاني إيران ومجر (حكايات خرافية إيرانية ومجرية قديمة): مجموعة من 19 قصة نُشرت عام 1943، تعكس التقاليد والحكايات المشتركة بين الشعبين الإيراني والمجري.